# 366 a.C.

## Eventos
- Lúcio Emílio Mamercino e Lúcio Sêxtio Laterano, cônsules romanos.[1] Laterano foi o primeiro cônsul plebeu.[1][2][3]
- Cefisodoro, arconte de Atenas.[4]
- A guerra na Beócia, entre os gregos, é interrompida por pressão de Artaxerxes Mnemon, rei da Pérsia.[3]
- O sátrapa rebelde Ariobarzanes, filho de Farnabazano, se refugia em Assos, onde é sitiado.[5]